# Девизне резерве
Девизне резерве чине страну активу која се налази под контролом монетарних власти и налази се на располагању монетарним властима за потребе директног финансирања неравнотеже у платном билансу, индиректног регулисања неравнотеже путем интервенција на девизном тржишту ради утицаја на девизни курс и за остале потребе. 
Девизне резерве државе у ширем смислу се састоје од девизних резерви централне банке и девизних резерви пословних банака. Оне, између осталог, служе за обезбеђење међународне ликвидности земље, остваривање задатака монетарне политике и за лакши приступ међународним тржиштима капитала.
Ниво девизних резерви је показатељ квалитета економске политике и инвестиционе климе, тако да је адекватан ниво девизних резерви важан и за одржање поверења међународне јавности. 

## Девизне резерве централне банке
Девизне резерве централне банке могу да чине: 
- потраживања Народне банке Србије на иностраним рачунима,
- ефективни страни новац,
- хартије од вредности,
- специјална права вучења и резервна позиција код Међународног монетарног фонда и
- злато и други племенити метали.

Девизним резервама управља монетарни одбор централне банке.

## Девизне резерве пословних банака
Девизне резерве пословних банака чине: ефективни страни новац у трезорима банака, хартије од вредности и девизе на рачунима у иностранству које банке поседују.